# Artur Nogal
Artur Nogal, né le 26 août 1990 à Varsovie, est un patineur de vitesse polonais.

## Palmarès

### Jeux olympiques d'hiver
| Épreuve / Édition   | 500 mètres | 1 000 mètres | 1 500 mètres | 5 000 mètres | 10 000 mètres | Mass start | Poursuite par équipes |
| JO 2014 Sotchi      | —          | 36e          | —            | —            | —             | —          | —                     |
| JO 2018 Pyeongchang | 36e        | —            | —            | —            | —             | —          | —                     |

Légende :
- : première place, médaille d'or
- : deuxième place, médaille d'argent
- : troisième place, médaille de bronze
- : pas d'épreuve
- — : Non disputée par le patineur
- DSQ : disqualifiée